# Pachycondyla motschulskyi
Pachycondyla motschulskyi is een mierensoort uit de onderfamilie van de Ponerinae. De wetenschappelijke naam van de soort is voor het eerst geldig gepubliceerd in 1943 door Donisthorpe.